# ジャングル (音楽)
ジャングルは、1990年代に興ったサンプラーを多用して制作される音楽ジャンルのひとつ。
ソウルやファンクにおけるドラムのフレーズをサンプラーに取り込み分解、並べ替えたもの（＝ブレイクビーツ）を早回しで再生することによって生まれる高速で複雑なリズムと、リズムマシンのフロアタムの音をサンプラーでピッチを落としたものや正弦波等を用いたルーズな低いベース音が特徴。
後にドラムンベース等のジャンルが派生したり、あらゆるポピュラー音楽にモチーフとして用いられたりする。
ジャマイカのキングストン市にあるトレンチタウンが「ジャングル」と呼ばれていたことがジャンル名の由来とされる。

## 歴史
第二次世界大戦以降のイギリスでは、ジャマイカなどカリブ海地域の旧イギリス植民地からの移民を積極的に受け入れたことで、レゲエやサウンド・システム文化が一定の人気を獲得していた（詳細は「レゲエ#イギリスでの受容と発展」を参照）。
1990年代初頭、ハックニーの音楽デュオシャット・アップ&ダンスがMCのラガ・ツインズと共同で "Hooligan 69"、”Shine Eye"、"Spliffhead" を作成した。これらは当時流行し始めていた初期のブレイクビート・ハードコアの楽曲の中でも、トースティングと呼ばれるボーカルスタイルや、サウンド・システム由来のベース音など、レゲエの要素を多く取り入れていた。シャット・アップ&ダンスとラガ・ツインズはレイブシーンに大きな影響を与え、その他のプロデューサーとともに、ジャングルの創始者の1人として数えられることとなった。
ジャングルの前身となる曲の中でも、1991年に発表されたLennie De Iceの "We Are I.E." は、このジャンルの音楽的な特徴を確立した曲として知られ、「最初のジャングルの曲の1つ」と紹介されることもある。この曲はアーメンブレイクのサンプルやラガのベースラインの他にも、銃の発砲音やターンテーブルの巻き戻し（リワインド）音を取り入れており、後のジャングルの楽曲でもこれらの音が用いられた。
1994年に発売されたM-Beatの「Incredible」のヒットが、ブームのきっかけとなった。
ジャマイカでは、多くのレゲエ音楽家の出身地であるキングストン市のトレンチタウンが「ジャングル」、その出身者が「ジャングリスト」と呼ばれていた。レベルMCが自身の楽曲中で使ったフレーズ "Rebel got this chant / Alla the junglists" により、ジャンル名としての「ジャングル」という用語が普及したと言われている。
日本では、「レゲエDJがターンテーブルの回転数を誤って曲を流してしまったことが起源」とする言説が多く見られる。
また、1994年頃からジャングル作品の日本盤が相次いで発売された。そして1995年発売のH Jungle with t（小室哲哉と浜田雅功）の『WOW WAR TONIGHT 〜時には起こせよムーヴメント』が200万枚を超えるヒットになり、日本人の間でのジャングルの認知度が上がった。同年、サエキけんぞうはサーフィン音楽とジャングルビートをミックスしたアルバム『SURFIN' TO JUNGLE（サーフ in'to ジャングル）』を発売し話題になった。また、田中勝己が「灼熱のファイヤーダンス」でジャングルに挑戦した。

## 主なアーティスト
- 4 Hero
- Acen
- Grooverider
- House Crew
- エイジアン・ダブ・ファウンデーション
- Prodigy
- T.Kay Numa
- SL2
- DJ STARSCREAM a.k.a SlipKnoT#0SID
- H Jungle with t
- t jungle m
- globe
- Ganja Kru
- DJ Zinc
- Bomfunk MC's
- Rudimental